# L'École élémentaire
Pour plus de détails, voir Fiche technique et Distribution.
L'École élémentaire (Obecná škola) est un film tchécoslovaque réalisé par Jan Svěrák, sorti en 1991. 
Le film fut nommé à l'Oscar du meilleur film en langue étrangère.

## Synopsis
L'action se situe en 1945-46. Âgés de 10 ans, Eda et son ami Tonda vivent dans un petit village isolé, aux abords de Prague. À l'école, leur classe est si agitée et indisciplinée que leur professeur démissionne. Il est remplacé par le militant Igo Hnidzo. Celui-ci est très sévère, mais il est très juste. Il a bien une faiblesse pour les jeunes femmes.

## Fiche technique
- Titre : L'École élémentaire
- Titre original : Obecná škola
- Réalisation : Jan Svěrák
- Scénario : Zdeněk Svěrák
- Musique : Jirí Svoboda
- Pays d'origine : Tchécoslovaquie
- Genre : comédie dramatique
- Durée : 100 minutes
- Date de sortie :  1991

## Distribution
- Jan Tříska : Igor Hnizdo
- Zdeněk Svěrák : Fanous Soucek
- Libuše Šafránková : Mrs. Souckova
- Rudolf Hrušínský : Maître d'école

## Anecdote
- Ce film a été diffusé à la télévision française avec pour titre La Communale. Le doublage était cependant médiocre.